# الجبة (يريم)

تعديل مصدري - تعديل

الجبة هي إحدى قرى عزلة بني مسلم بمديرية يريم التابعة لمحافظة إب، بلغ تعداد سكانها 1007 نسمة حسب تعداد اليمن لعام 2004.